# Machs band

Machs band; ett ljust och ett mörkt fält, separerade med en tonande smal remsa, som skapar en ljus respektive mörk skiljelinje som inte finns på originalbilden

Machs band är en optisk illusion och betecknas som en psykologisk sådan. Den består av två breda vertikala band; ett ljust och ett mörkt som är separerade med en smalare tonande remsa. Det mänskliga ögat uppfattar två tunna linjer på var sida om den smala remsan, som dock inte finns i originalbilden. Denna optiska illusion har fått sitt namn efter den österrikiske fysikern och filosofen Ernst Mach.

## Effekten
Effekten är vad som på engelska kallas för spatial high-boost filter. Det antas ofta att det orsakas av en lateral inhibering i ögats receptionsfält, där de ljusa och mörka receptorerna tävlar med varandra med att vara aktiva, som förklarar varför vi ser band med förhöjda tonvärden vid kulörkanterna i illusionen. När väl en receptor är påkopplad, kopplas de angränsande receptorerna av och resultatet blir skarpare skiljelinjer. En alternativ förklaring är att den visuella perceptionen använder en metod som generellt skiljer på starka respektive svaga tonvärden i association med olika grader av ljusstyrka.

## Psykologiska illusioner

Nätillusion, där form och färg tillsammans med 3D-kontrast bidrar till att skapa grå punkter i delsektionerna

Psykologiska illusioner kan exempelvis vara den efterbild som kan följa efter ett skarpt ljusintag eller en längre tids fokusering av ett objekt eller mönster av något slag - ljus, skärpa, lutning, färg, rörelse mm. Teorin är att den individuella reflextiva processen av perceptiv tolkning, påverkas av repetitiva eller enskilt förstärkta perceptionskanaler, vilket skapar en psykologisk obalans som förändrar perceptionen (den uppfattade bilden). 
Nätillusion (bilden) och Machs band är två illusioner som bra beskriver denna underavdelning av optiska illusioner.